# Kecamatan Parigi (distrikt i Indonesien, Jawa Barat)
Kecamatan Parigi är ett distrikt i Indonesien.   Det ligger i provinsen Jawa Barat, i den västra delen av landet, 240 km sydost om huvudstaden Jakarta.